# Ubåt (roman)

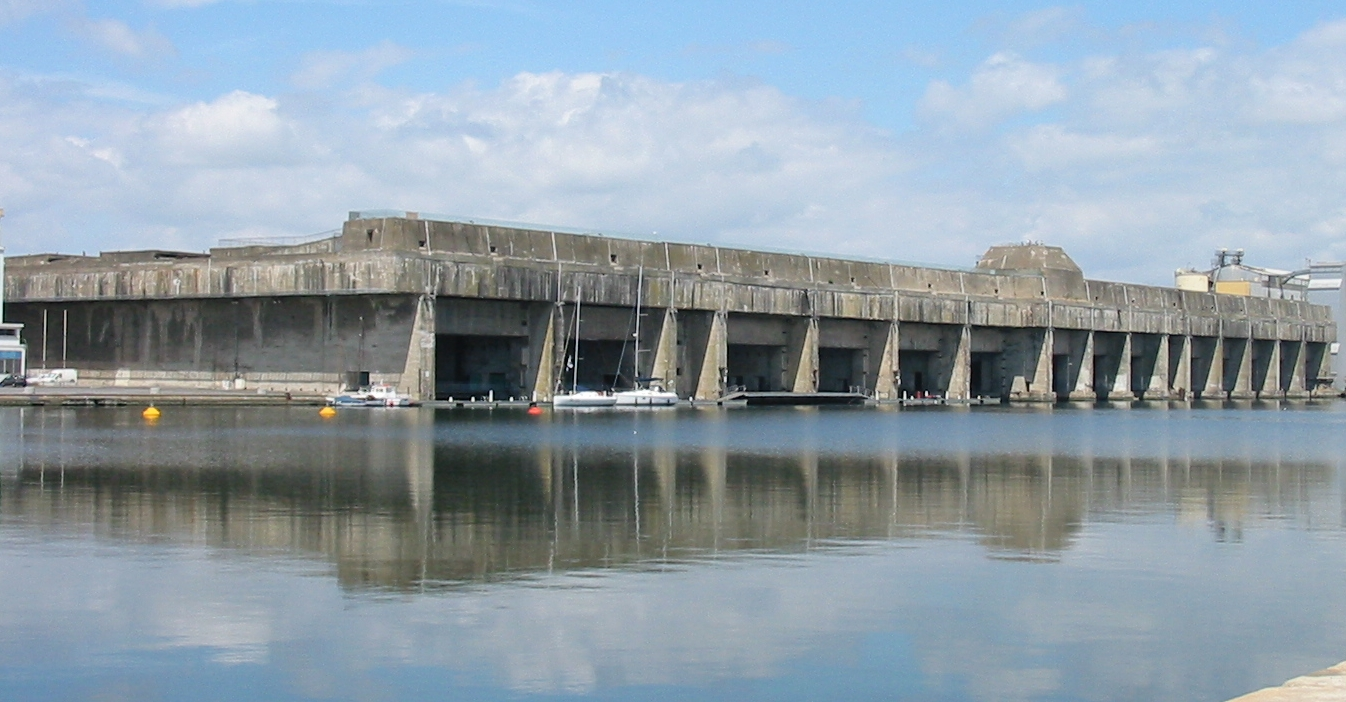
Ubåtsbasen i Saint-Nazaire, där en del av romanen utspelar sig

Ubåt (tysk originaltitel Das Boot, "båten"), är en roman från 1973 av den tyske författaren Lothar-Günther Buchheim. Den gavs ut i svensk översättning 1976.
Boken bygger på Buchheims egna upplevelser från sin tid som krigsreporter i den tyska marinen under andra världskriget. Romanen filmatiserades 1981, se Das Boot.